# فرنسيسكو هرنانديز خواريز
فرنسيسكو هرنانديز خواريز (بالإسبانية: Francisco Hernández Juárez)‏ هو نقابي وسياسي مكسيكي، ولد في 3 سبتمبر 1949 في مدينة مكسيكو في المكسيك. حزبياً، نشط في حزب الثورة الديمقراطية. وقد انتخب عضو مجلس النواب المكسيك.